# Laniarius brauni
A Laniarius brauni a madarak osztályának verébalakúak (Passeriformes) rendjébe és a bokorgébicsfélék (Malaconotidae) családjába tartozó faj.

## Rendszerezése
A fajt David Armitage Bannerman brit ornitológus írta le 1939-ben.

## Előfordulása
Afrika délnyugati részén, Angola  területén honos. Természetes élőhelyei a szubtrópusi és trópusi síkvidéki esőerdők és másodlagos erdők aljnövényzete. Állandó, nem vonuló faj.

## Megjelenése
Testhossza 17 centiméter.

## Természetvédelmi helyzete
Az elterjedési területe kicsi, egyedszáma  2100-4700 példány közötti és csökken. A Természetvédelmi Világszövetség Vörös listáján veszélyeztetett fajként szerepel.